# Лебединое (Хасанский район)
В Спасском районе Приморья тоже есть село Лебединое
Лебеди́ное — село в Хасанском районе Приморского края, входит в состав Хасанского городского поселения. Основано в 1958 году.

## Географическое положение
Село находится близ одноимённого озера, на берегу реки Карасик, в 6 км от её впадения в бухту Экспедиции залива Посьета, на расстоянии 95 км (по автодорогам) от посёлка городского типа Славянка, административного центра района, и 260 км (по автодорогам) от города Владивосток, административного центра края.

## Население
| 2002 | 2005 | 2010 | 2011 | 2012 | 2013 | 2014 |
| ---- | ---- | ---- | ---- | ---- | ---- | ---- |
| 23   | ↘20  | ↗21  | →21  | ↘19  | →19  | ↗20  |
| 2015 | 2016 | 2017 | 2018 | 2019 | 2020 | 2021 |
| ↗21  | →21  | ↗22  | →22  | →22  | ↘19  | ↘0   |

## Транспорт
Село связано автомобильной дорогой длиной 2 км с трассой А189 Раздольное — Хасан. Имеется железнодорожная станция на линии Барановский — Хасан.

## Достопримечательности
- Мемориальный комплекс пяти безымянных воинских захоронений 1938-1945 годов.
- Братская могила Героев Советского Союза А. Е. Махалина, В. М. Виневитина и махалинцев — И. Шмелева, В. Поздеева, А. Савиных, Д. Емцева, погибших в июле-августе 1938 года.
- Братская могила 31 солдата и офицера 25-й армии 1-го Дальневосточного фронта 1945 года[16].